# Ivan Ivanov (triatleta)
Ivan Oleksiyovych Ivanov (8 de janeiro de 1989) é um triatleta profissional ucraniano.

## Carreira

### Rio 2016
Ivan Ivanov competiu na Rio 2016, ficando em 49º lugar com o tempo de 1:56.00.